# José Manuel Quiréz (distrito)
José Manuel Quiréz é um distrito do Peru, departamento de Cajamarca, localizada na província de San Marcos.

## Transporte
O distrito de José Manuel Quiréz não é servido pelo sistema de estradas terrestres do Peru.